# Dekanat centralny (diecezja Przemienienia Pańskiego w Nowosybirsku)
Dekanat centralny (ros. Центральный деканат) – rzymskokatolicki dekanat diecezji Przemienienia Pańskiego w Nowosybirsku, w Rosji. W jego skład wchodzi 7 parafii.
Dekanat obejmuje obwód nowosybirski.

## Parafie dekanatu
- Bierdsk – parafia św. Józefa
- Krasnozierskoje – parafia Zmartwychwstania Pańskiego
- Kujbyszew – parafia śś. Apostołów Piotra i Pawła
- Nowosybirsk:
  - parafia Niepokalanego Poczęcia Najświętszej Maryi Panny
  - parafia Przemienienia Pańskiego (parafia katedralna)
  - parafia św. Augustyna (w Akademgorodoku)
- Połowinnoje – parafia Najświętszego Serca Pana Jezusa